# فاکس کورپ
فاکس کورپوریشن (به انگلیسی: Fox Corporation) که به نام فاکس کورپ هم شناخته می‌شود یک شرکت رسانه جمعی است که در نتیجه خرید  فاکس قرن ۲۱ام از سوی دیزنی، به منظور فعالیت به عنوان شرکت اسپین-آف ذخایری ایجاد شده که در معامله گنجانده نشده بودند. دادوستد این شرکت از ۱۹ مارس ۲۰۱۹ شروع شد.
فاکس جانشین قانونی فاکس قرن ۲۱ام است که اساساً در بر صنایع پخش تلویزیونی، خبر، ورزش متمرکز است. نوز کورپ، شرکت خواهر آن تحت کنترل روپرت مرداک دربردارندهٔ منافع مرداک در صنعت انتشار و دیگر ذخایر رسانه‌ای در استرالیا است. مرداک یکی از دو رئیس اجرایی هیئت‌مدیره و پسرش لاکلن مرداک رئیس هیئت مدیره و مدیر عامل ارشد اجرایی است.
ذخایر فاکس شامل فاکس نیوز، فاکس بیزنس، شبکه رسانه‌ای فاکس، شبکه‌های تلویزیونی فاکس، فاکس اسپورتس و غیره می‌شوند.